# Fluvicolini
Fluvicolini es una tribu de aves paseriformes de la familia Tyrannidae, cuyas especies se distribuyen ampliamente América del Sur y algunas pocas en América Central.

## Taxonomía
Los amplios estudios genético-moleculares realizados por Tello et al. (2009) descubrieron una cantidad de relaciones novedosas dentro de la familia Tyrannidae que todavía no están reflejadas en la mayoría de las clasificaciones. Siguiendo estos estudios, Ohlson et al. (2013) propusieron una nueva organización y división de la familia  Tyrannidae. Según el ordenamiento propuesto, la tribu Fluvicolini permanece en Tyrannidae, en una subfamilia Fluvicolinae Swainson, 1832-33.

## Géneros
Según el ordenamiento propuesto, la presente tribu agrupa a los siguientes géneros:
- Ochthoeca (con Tumbezia)
- Silvicultrix
- Myiophobus (el grupo de especies roraimae, solamente parte de este género, considerado altamente polifilético.[3]
- Colorhamphus
- Sublegatus
- Guyramemua
- Pyrocephalus
- Fluvicola
- Arundinicola
- Gubernetes
- Heteroxolmis[4]
- Alectrurus
- Muscipipra, provisoriamente.